# Sphyrna corona
La cornuda coronada (Sphyrna corona) es una especie poco común y poco conocida de tiburón martillo. Habita en las aguas tropicales y subtropicales del océano Pacífico oriental, desde México hasta Perú, y posiblemente hasta el golfo de California. Frecuenta las zonas costeras con fondos suaves (lodo, arena y grava) a profundidades de 100 m, además de manglares y estuarios.